# یواس‌اس رابرت ال ویلسون (دی‌دی-۸۴۷)
یواس‌اس رابرت ال ویلسون (دی‌دی-۸۴۷) (به انگلیسی: USS Robert L. Wilson (DD-847)) یک کشتی بود که طول آن ۳۹۰ فوت ۶ اینچ (۱۱۹٫۰۲ متر) بود. این کشتی در سال ۱۹۴۶ ساخته شد.